# Yuzu
Pour les articles homonymes, voir Yuzu (émulateur) et Yuzu (groupe).
Espèce
Parent  A  de l'hybridation 
  Citrus ichangensis 
×

Parent  B  de l'hybridation 
  Citrus reticulata var. austera 
Le yuzu (Citrus ichangensis × Citrus reticulata var. austera), ex Citrus × junos (Siebold ex-Tanaka)  est un agrume acide (pH 2,7 à 3, Brix 8 à 9) originaire de l'est de l'Asie. Il est récolté soit comme agrume de jours longs, en vert pour son zeste et sa saveur, soit à maturité jaune, comme agrume de jours courts, pour son zeste et son jus.
Le yuzu est un agrume japonais. Le Japon est le principal producteur et consommateur de yuzu. On y trouve des centaines de produits dérivés. Le fruit est fêté à la fin de l'année.
Le fruit du yuzu a un épicarpe irrégulier, son diamètre varie entre 5 et 8 cm. Le poids du fruit mûr est environ 110 g. Le fruit est modérément juteux, peu dense à maturité, et contient de gros pépins. Le goût du jus est fruité et le parfum de son huile essentielle typé.

## Dénomination
Le mot yuzu est la transcription phonétique du japonais 柚子 (yuzu) ; coréen 유자 (yuja) ; chinois : 香橙, xiāngchéng. Le mot yuzu a fait son entrée dans le dictionnaire Le Petit Larousse en 2016,.
Oranger du Kan-Sou est classé valide pour désigner la plante et donné comme unique dénomination en français par les botanistes. Le professeur Tyōzaburō Tanaka utilise ce nom en 1933. Le fruit n'est cultivé hors de son centre de domestication que depuis le XXIe siècle sous la désignation yuzu. Dans l'usage actuel, le terme yuzu désigne aussi bien le fruit que l'arbre chez les pépiniéristes.
Le terme chinois 柚子 désigne également Citrus maxima, le « pamplemousse asiatique », voir pour la signification de Pamplemousse et pomelo dans les différents pays francophones.
Le mot japonais ユズ est parfois traduit en français par « cédrat », mais le yuzu est entièrement différent du Citrus medica.

## Historique
Le yuzu, originaire de Chine, pousse à l'état sauvage au centre de la Chine ainsi qu'au Tibet. Il fut introduit au Japon et en Corée pendant la dynastie Tang (618-907), au début de la période Asuka (593-710). Le séquençage des agrumes asiatiques a permis de retrouver ses géniteurs : il appartient au sous-groupe Citrus subg. Papeda (en). Il est un hybride F1 de l'espèce de mandarine sauvage mangshanyeju avec un pollen Ichang papeda (C. ichangensis). Wu, Sugimoto et al. écrivent (2021) :

« Nous avons collecté deux accessions de yuzu du Japon, Nikou yuzu et Shingu yuzu. Les deux accessions sont liées par clonage à un ADNcp de C. ichangensis [ ]. Le yuzu est un hybride interspécifique de C. ichangensis × C. reticulata et le parent C. reticulata était une mandarine sauvage mangshanyeju (MS). Fait intéressant, le yuzu est le seul hybride interspécifique connu avec un parent MS pur. [ ] Tachibana est un hybride entre le mangshanyeju et la mandarine commune. L'ascendance purement mangshanyeju propre au Yuzu pourrait s'expliquer par la proximité géographie des populations d'Ichang papeda sauvage et de mangshanyeju. La région de Mangshan pourrait être le lieu de naissance du yuzu. »

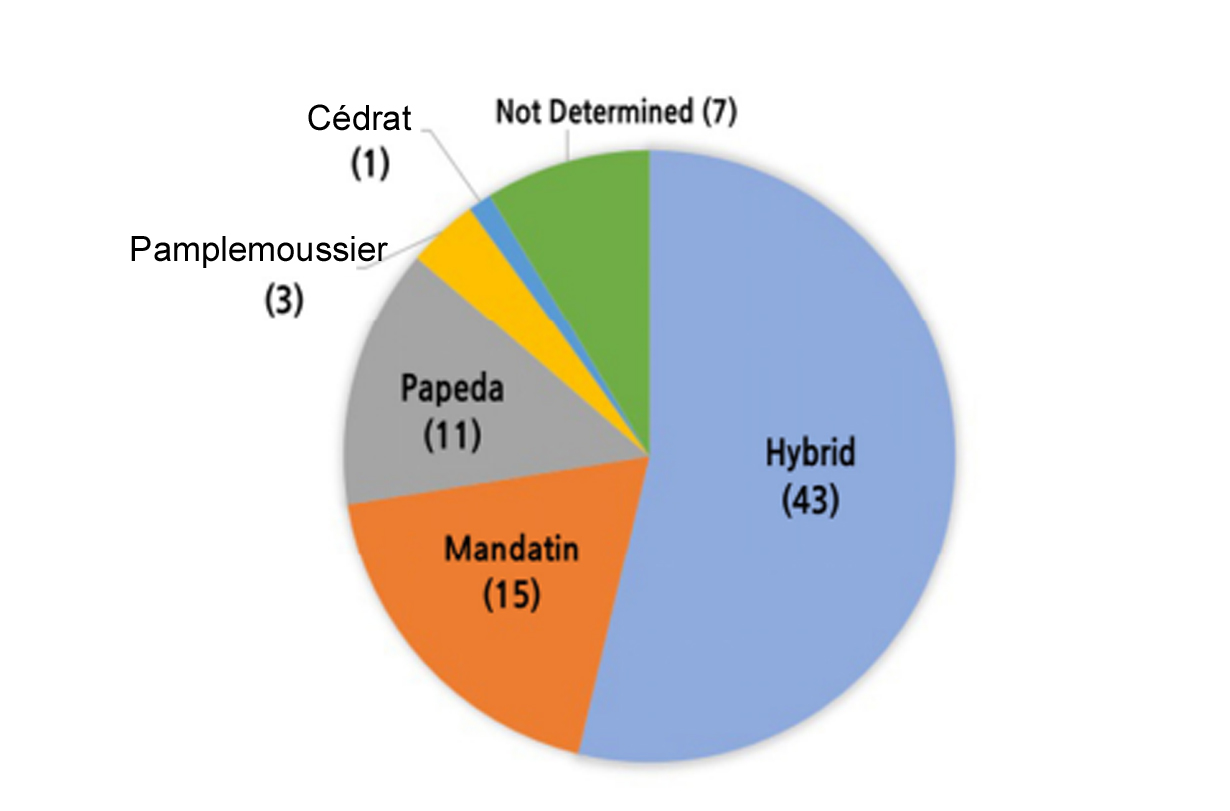
Proportion d'origines putatives de 80 gènes à copie unique de yuzu.

Une publication coréenne (2022) pousse plus loin l'analyse, et note une filiation étroite avec Ichang papeda (C. cavaleriei) qui pourrait être le parent femelle et non le fécondateur. Cette étude conclut que la stratégie optimale pour l'amélioration variétale du yuzu est le croisement entre des papeda et des mandariniers davantage que la sélection de semis issus de l'autofécondation (remarque déjà faite par Swingle et Reece en 1967).
En Europe au XXe siècle, son intérêt comme porte-greffe est signalé en Italie en 1940, aux États-Unis, il entre dans la collection de University of California Riverside en 1918 grâce à une graine.
Au XXe siècle, le yuzu a migré au Brésil où il n'est pas sorti de la communauté japonaise, on récolte des yuzus dans l'État de São Paulo, de mars à mai . En Australie, quelques horticulteurs assurent une production marginale ,.

## Culture

### Description
L'arbre est de petite taille et fortement épineux ; sa croissance et sa mise à fruit sont lentes. Le fruit en lui-même ressemble au kabosu, d'un diamètre d'environ sept centimètres et d'un poids d'environ 90 g.

### Production

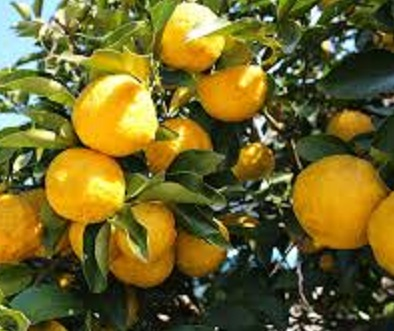
Yuzu (arbuste).

Le yuzu est produit dans le sud du Japon, spécialement sur l’île de Shikoku, dans la préfecture de Kōchi et en Corée sur l'île de Jeju. Certains villages japonais sont réputés pour la qualité de leurs yuzus, Umajimura dans la préfecture de Kochi, Kitagawa signalé par Slowfood Japon. On trouve aussi des yuzus dans les jardins plus au nord, jusqu'à Tokyo. Sa rusticité lui permet de subir des gels légers : il est classé zone de rusticité 8 USDA (jusqu'à −12 °C  (centigrade)).
En Chine, depuis 2021 la seule plantation connue de yuzu provenant d'Umaji a été réalisée dans le comté de Changshan (柚香谷 (Yūkō tani), dans un climat continental humide (zone de culture du 常山胡柚 (Chángshān hú yòu) pamplemoussier de Changshan IGP). Les fruits sont transformés sur place principalement en jus et en boissons à destination du marché chinois.
En Amérique du Nord et en Europe, des yuzus fructifient également au nord, dans des endroits bien protégés des vents froids. Il existe une petite production de yuzu frais en Occident à destination des restaurants de luxe et des amateurs : en plein champ en Espagne, au Portugal (Amareleja), en Californie, en Suisse, et au Québec (Laval). De même, dans l'hémisphère sud, en Australie et au Brésil.

### Taille et greffe
L'arbre est de taille moyenne. Vigoureux, on l'utilisait comme porte-greffe. Au Japon, il était traditionnellement reproduit par semis d'où des arbres qui conservent longtemps un caractère de juvénilité (épineux, floraison parsemée). Les fruits des arbres centenaires cultivés en altitude y sont réputés et recherchés. Depuis la fin du XXe siècle le yuzu est greffé sur Poncirus trifoliata. Les pépiniéristes spécialisés ont aujourd'hui une offre de jeunes yuzus greffés, en Europe et en Amérique du Nord.
Le yuzu greffé gagne encore en vigueur : sa végétation est plus verticale, confuse et dense. La revue du California Rare Fruit Grower a mis en ligne un texte en anglais sur la culture du yuzu en espalier qui accélère la production de fruits, améliore l’accessibilité et diminue la tendance du yuzu à l'alternance bisannuelle. La taille de formation est indispensable ; elle s'effectue de la manière qui suit : on conduit le yuzu sur tronc unique en 1/2 tige ou 1/4 de tige, et on supprime les gourmands.

## Cultivars et hybrides

### Cultivars
Au Japon, on cultive de même :
- 'Kito' est un cultivar réputé pour son arome et son acidité[26], Kito 木頭 est le village (bourg de Naka, préfecture de Tokushima) où aurait commencé la culture du yuzu dans la décennie 1960, le climat a une forte amplitude thermique jour/nuit. La production locale est affectée par le vieillissement de la population (2024)[27] ;

- hana yuzu (花ゆず, 花柚子?, « yuzu fleur ») ornemental et dont on cuisine le fruit et la fleur ;
- une variété à gros fruit et la peau noueuse, appelée shishi yuzu 獅子柚子（ししゆず) (shishi yuzu) littéralement « yuzu-lion »[28], le fruit est loin du yuzu mais le zeste en a le parfum, la feuille est proche du citrus maxima ;
- un cultivar sans pépins, le 多田 錦 (Tada Nishiki) tadanishiki yuzu[29] ;
- un cultivar inerme (sans épines) appelé « yuzu jeune branche », rare.

### Hybrides
- 阿波すずか (Suzuka Awa) est un hybride yuzu-sudachi obtenue à Tokushima enregistré en 2017. Il est récolté à maturité, couleur de mandarine et très juteux. Il a les mêmes applications que le yuzu, en doux-acide[30].

## Utilisation: cuisine et cosmétique

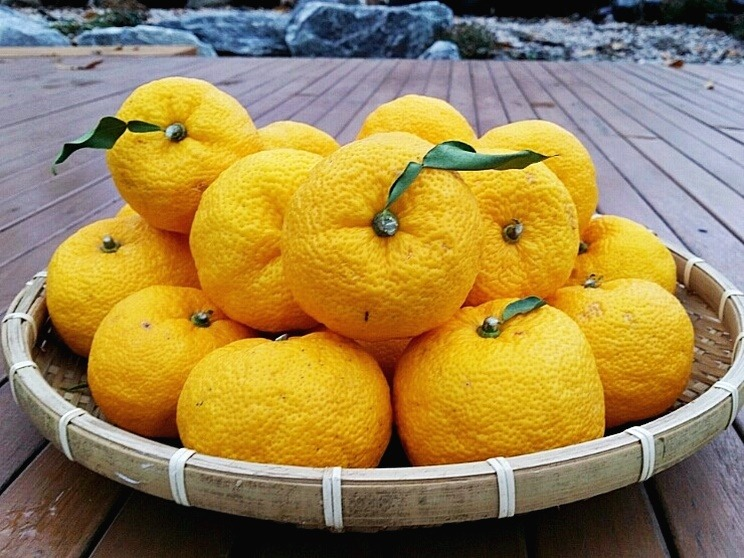
Fruits.

### Japon
Le yuzu a retenu l’attention des Japonais car c’est un agrume acidulé d’automne, époque de pêches abondantes et de récolte des champignons avec qui le yuzu s’accorde à merveille.
La fleur est utilisée pour aromatiser le thé et le saké.
Vert ou jaune, une tranche de yuzu peut parfumer la bière ou les alcools.
Les graines fraîches infusées entrent dans la composition d'une lotion pour la peau réputée donner un visage clair et une peau parfaite.

#### Yuzu vert
Le yuzu vert (青いゆず (Aoi yuzu) littéralement yuzu bleu) est utilisé du 15 août à fin septembre dans les plats cuisinés et les boissons. Le zeste râpé en petite quantité dans les bouillons s'accorde bien avec le goût d'umami, les œufs peuvent être cuits en cuisson lente avec un peu de zeste de yuzu. Le fruit vert en fines tranches, marinées ou non, est servi avec les soba. Le zeste de yuzu vert mélangé au piment et broyé en purée donne un condiment usuel : le yuzukoshō utilisé dans la soupe ou avec les sashimis.
Le flavedo du yuzu vert contient 65 % de fibres alimentaires de plus que le yuzu jaune, et sa forte teneur en flavonoïdes (hespéridine, narirutine et limonine) lui confère une activité antioxydante double de celle du yuzu jaune. Des comprimés de 15 % d'extrait de zeste de yuzu vert et de 10 % de collagène ont montré un potentiel comme complément alimentaire dans une expérimentation coréenne (2021).

#### Yuzu jaune
La récolte à maturité se fait en novembre et décembre. Le jus du fruit mûr est utilisé tel quel ou pasteurisé. Ce jus est souvent utilisé sur les champignons nombreux à cette époque de l'année. Ajouté à la sauce soja au même titre que celui du sudachi ou du kabosu, il donne une sauce ponzu. Le ponzu à 40 % de jus de yuzu frais est utilisé pour aromatiser le poisson. Le zeste de yuzu jaune est utilisé pour garnir une crème aux œufs salée nommée chawanmushi, ainsi que la soupe miso. En cuisine sucrée on en fait des confitures ou des gâteaux ou du thé, une liqueur nommée yuzukomachi (柚子小町) ou on peut l'ajouter à des vins. On confit le yuzu vidé de sa pulpe avec une gelée de jus de yuzu, on y sert aussi des soupes, des plats d'automne.

### Corée
Le yuzu est utilisé en tranches fines et mélangé à du sucre et à du miel pour confectionner un sirop proche de la confiture, contenant de petits morceaux de fruit. Une cuillerée à café de ce sirop (qui peut être préparé à la maison ou acheté) dans une tasse d'eau chaude donne une boisson nommée yujacha (유자차, également écrit yuja cha ou yuja-cha, cha signifiant « thé » en coréen), utilisée traditionnellement comme remède contre le rhume et les maladies de l'hiver.
Le corps du taepyeongso, une sorte de hautbois traditionnel coréen, peut être fabriqué en bois de yuzu, de jujubier ou de mûrier.

### Cuisine occidentale

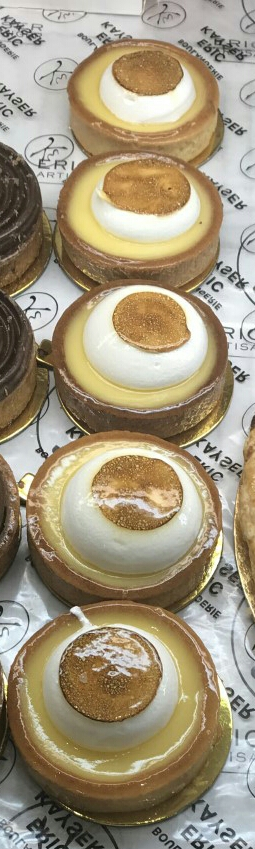
Tartelettes au yuzu dans une pâtisserie parisienne.

Au XXIe siècle, le yuzu est utilisé par des chefs cuisiniers occidentaux. D'une part, des chefs occidentaux de haut niveau se sont installés au Japon (Alain Ducasse, Pierre Gagnaire, Joël Robuchon, Michel Troisgros, etc.), d'autre part, les stagiaires japonais sont devenus nombreux dans les cuisines occidentales de luxe, ces échanges ont valu au yuzu une notoriété puis une reconnaissance en Occident. Il en résulte des utilisations nouvelles du yuzu : ceviche au yuzu, trou normand au crabe et sorbet au yuzu, condiment yuzu/chou-fleur, etc.), foie gras au yuzu (chef Pascal Meynard). Les chocolatiers (notamment Laurent Gerbaud à Bruxelles) et les pâtissiers se sont emparés de ce goût nouveau (succès au yuzu et au praliné de Christophe Michalak).
Le yuzu est utilisé dans le secteur agroalimentaire à l'état d'arôme naturel ou de zeste sec dans une boisson d'Henniez, le Schweppes Lemon, des bières, des thés, dans du beurre, etc.

## Le marché du yuzu
D'après les données de Nami Fukutome (2020) la surface cultivée de yuzu au Japon est de l'ordre de 2 200 ha stable depuis 1988. Kochi représente 52 % de la production qui est de 22 000 t (soit 10 t/ha moyen, rendement faible), les 900 petits producteurs encore en activité vont disparaitre avec le vieillissement de la population. La Corée exploite 1 000 ha superficie en baisse de 30% depuis 10 ans et produit 15 000 t.
Le dépeuplement des campagnes et le vieillissement promettent un avenir sombre à la culture du yuzu, en Corée comme au Japon la productivité diminue en raison du vieillissement du verger et des dommages causés par les cerfs et les événements climatiques, dans certains villages la pénurie de main-d'œuvre empêche la récolte. Les autorités japonaises tentent de motiver la jeune génération afin de maintenir une densité acceptable d'agriculteurs, pour ce faire les exploitations doivent être terrassées pour pouvoir être mécanisées, ce qui représente d'importants investissements.

### Yuzu frais
Le marché du yuzu frais est bien établi au Japon et s’ouvre marginalement depuis une décennie ailleurs car sa saveur et son jus sont un réel apport en cuisine. Ce marché concerne la gastronomie de luxe.

### Dérivés
Le principal produit en conserve issu du yuzu est le jus dont le marché est en voie de mondialisation timide. Les extraits de zeste secs ou congelés suscitent un intérêt dans l’agroalimentaire. En Corée, la quasi-totalité de la récolte est transformée et consommée dans le 유자차 (yuja cha).

## Huile essentielle

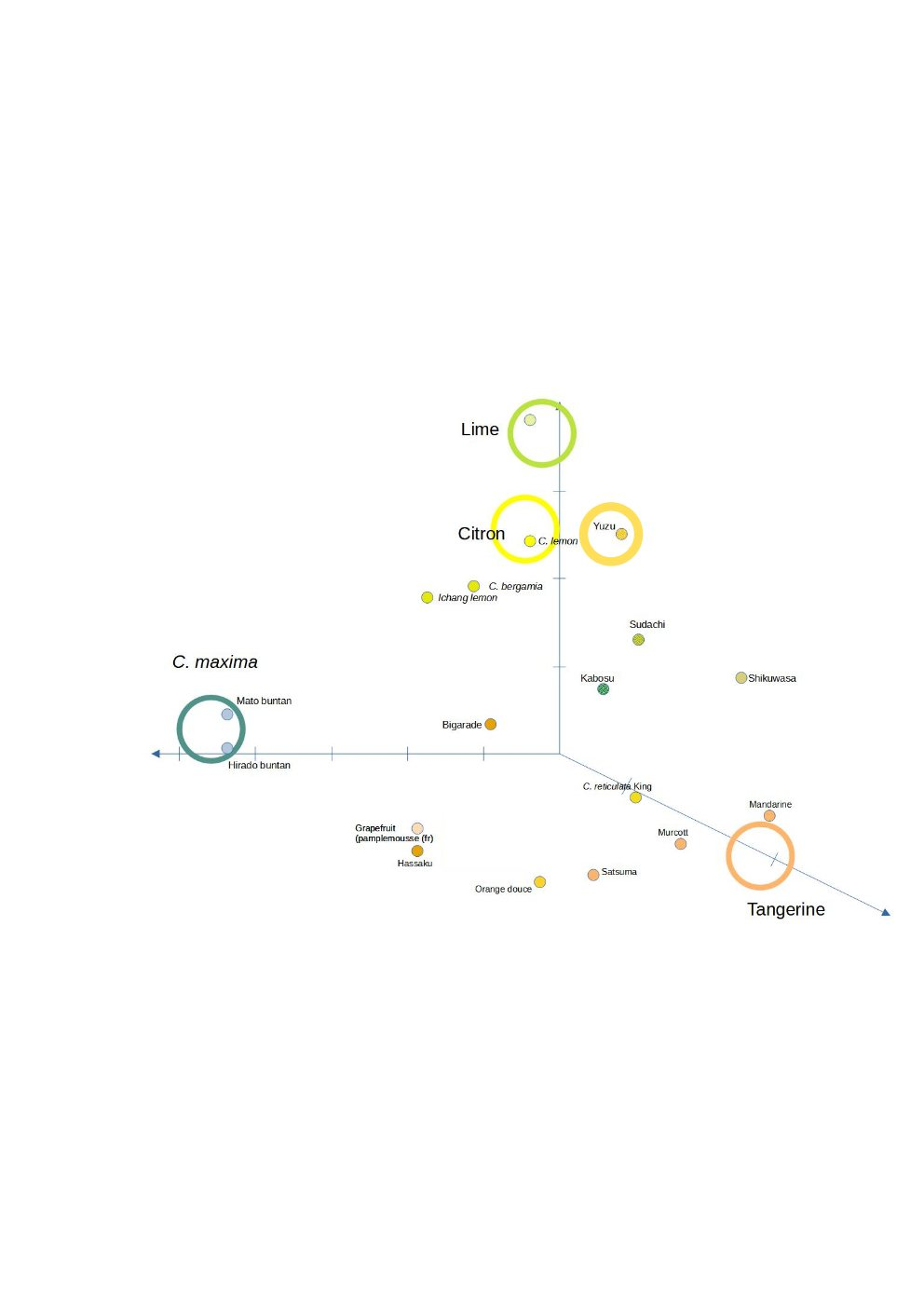
Distances génétiques du yuzu chez Tokurou Shimizu et al. 2016 par rapport au citron le yuzu a une ascendance mandarine, il est au centre du groupe citron, lime, sudachi, kabosu.

En principe l'huile essentielle de yuzu est extraite du fruit mûr (Huile essentielle de yuzu jaune), sa composition diffère sensiblement de l'huile essentielle de yuzu vert. Masayoshi Sawamura (2011) écrit que l'extraction avec solvants dénature l'huile essentielle, il rapporte l'extraction mécanique (pression à froid, centrifugation) ou l'hydrodistillation qui est la méthode la plus usuelle au Japon, l'extraction sans solvant assistée par micro-ondes (SFME) a un bon bilan carbone et donne une huile essentielle au parfum agréable.
Sawamura (2000) donne 17 composés qui participent à activité aromatique : le trisulfure de méthyle, le 6-méthyl-5-heptène-2-ol, le n -octanol, le néral, le trans-2-undécanal et cédrol. Les composants aromatiques caractéristiques de l'huile essentielle de fruit de yuzu sont le 6-méthyloctanal et le 8-méthyldécanal de forme (S ) avec une énantiomérie élevée (2021). Le limonène est l'hydrocarbure monoterpène le plus abondant dans l'huile essentielle du fruit, suivi du γ -terpinène et du β-phellandrene (au parfum mentholé, p-Mentha-1,4,8-triène, a été trouvé dans l'huile essentielle du fruit de yuzu) et chez les composants oxygénés le linalol énantiomère ( R ).
Une étude (2008) réalisée sur 6 cultivars de yuzu (Kumon, Nagano Yasu, Jimoto, Komatsu Koichi et Komatsu Sadao - jugé le parfum le plus typique) a identifié 69 composés des six échantillons, parmi lesquels les 8 aromatiques les plus présents sont le limonène, le -pinène, le α- et le -phellandrène, le myrcène, le -terpinène, le β-farnésène et linalol.

### Huile essentielle de feuille
Givaudan a réalisé (2022) une étude sur les huiles essentielles de feuille qui distinguerait des groupes différents de ceux du fruit, l'huile essentielle de feuille de yuzu est caractérisée par le γ-terpinène commun chez de nombreux Citrus (l'huile essentielle de feuille de yuzu n'est pas commercialisée).

### Le parfum du fruit
Le parfum de yuzu est nettement distinct de celui du citron comme l'a montré une analyse comparative (1994). Les deux huiles sont notablement différentes dans la composition des alcools, des aldéhydes, des esters et des hydrocarbures sesquiterpéniques. Dans l'huile de yuzu, les alcools sont les deuxièmes composants majeurs (2,05 %), tandis que dans le citron, les aldéhydes (2,1 %) et les esters (0,63 %) sont plus dominants. Noura S. Dosoky et al. (2022) classent les huiles essentielles d'agrumes en 5 groupes : 1/ bergamote ; citron vert et citron ; 2/ oranges ; 3/ mandarines, clémentines, calamansi et 4/ cédrat. Yuzu et pamplemousse constituent un groupe 5 parfaitement distinct en corrélation avec la présence de 6ʹ,7ʹ-époxybergamottine et le psoralène. Dans une représentation en 2 dimensions des écarts de composés de coumarines ils montrent bien la singularité de l'huile essentielle de yuzu formant un groupe avec les pamplemousses qui se situe aux antipodes du groupe citron - lime - bergamote.
L'huile essentielle de yuzu est réputée apporter une note de fraîcheur que le manuel du CAP de pâtissier décrit comme unique et envoutante, elle est utilisée dans les cocktails, dans le thé.

### Propriétés
Aucune toxicité particulière n'est signalée autre que celle du limonène, elle n'est notamment pas phytotoxique. En revanche elle est photosensibilisante.
Elle a des propriétés apaisante, relaxante et sédative. Une étude coréenne a recherché les fonctions neuroprotectrices ou anti-inflammatoires des huiles essentielles parmi les trois cultivars fréquents : Tadanishiki a les valeurs les plus élevées en flavonoïde (133% d'hespéridine et 164% de naringine) et antioxydant. En tant qu'anti-inflammatoire l'huile essentielle réduit la migration des eosinophiles et en inhibant la production de cytokines, d'où son rôle potentiel pour le traitement de l'asthme bronchique. En tant qu'apaisante une étude double aveugle (2017 - sur des jeunes femmes présentant des symptômes prémenstruels subjectifs) a montré que l'huile essentielle de yuzu avait les mêmes effets que celle de lavande. Une inhalation d'huile essentielle de yuzu pendant 10 min diminue la fréquence cardiaque et augmente la variabilité de la fréquence cardiaque, améliore l'état affectif, diminue significativement le couple tension-anxiété, colère-hostilité et fatigue-symptômes d'irritation.
Elle serait analgésique en particulier dans l'arthrite et les rhumatismes. En Corée, où la tisane de yuzu 유자차 (yuja cha) qui est faite de peau de yuzu confite est commune, on lui attribue de nombreux bienfaits (maladies neurodégénératives, diabète, douleurs inflammatoires, etc.).

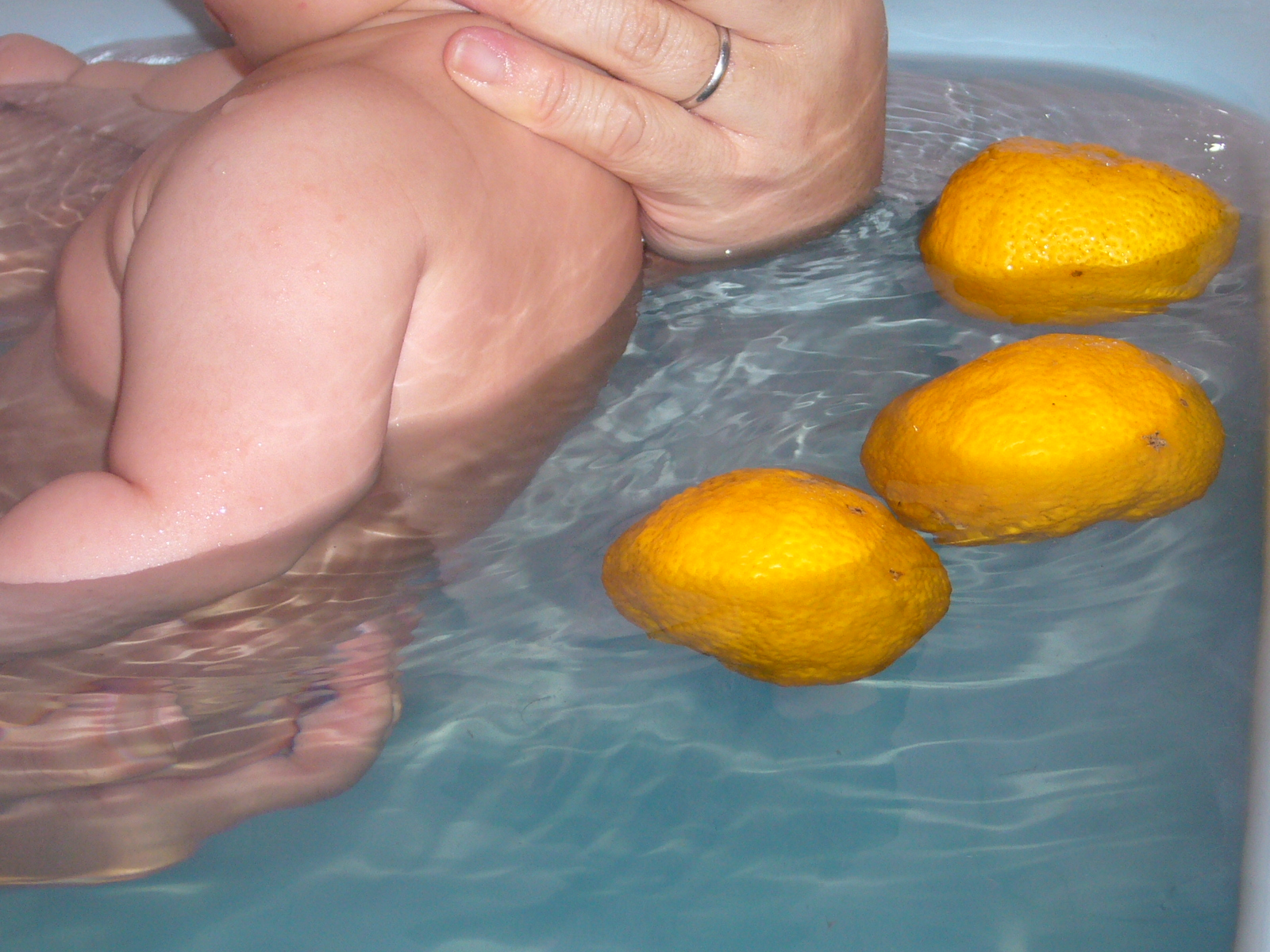
Bain de bébé au yuzu.

#### Bain au yuzu du solstice d'hiver
Il est d'usage au Japon le 22 décembre de prendre un bain chaud où flottent les derniers yuzus qui dégagent leur parfum dans l'eau chaude. On attribue à ce rituel une action favorable sur la circulation sanguine, le réchauffement du corps préviendrait les rhumes, la peau est fortifiée et embellie grâce à l'acide citrique et à la vitamine C. L'huile essentielle de yuzu est utilisée dans les sels de bain ou en mélange comme huile pour le bain.
Le bain au yuzu (柚子湯, yuzu-yu, littéralement « eau chaude au yuzu ») lors du Toji (solstice d'hiver) est une coutume populaire. Les fruits entiers sont plongés dans l'eau chaude du bain, tels quels ou enveloppés d'un sac de tissu, pour y répandre leur arôme. Ce bain aurait la vertu de protéger les articulations et prévenir les maladies.

#### Huile essentielle de yuzu vert
La composition des huiles essentielles de yuzu vert (immature) et jaune (mûr) est différente, leur parfum et leur usage de même (le zeste de yuzu vert râpé est utilisé dans les salades, le sashimi, les pâtes pour sa saveur épicée) sa teneur en narirutine ou en hespéridine est 1,8 fois plus élevée que celle du yuzu jaune et elle provoque une inhibition de la tyrosinase 2,2 fois plus forte. Elle est décrite comme piquante et poivrée par un site de vente spécialisé, le zeste de yuzu vert mélangé au piment donne un condiment apprécié au Japon, le yuzukoshō.

## Galerie

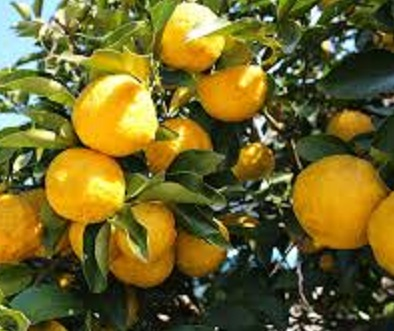
Yuzu (arbuste).
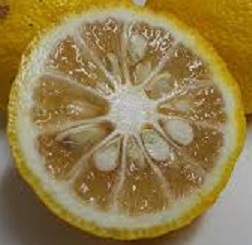
Yuzu (fruit coupé).
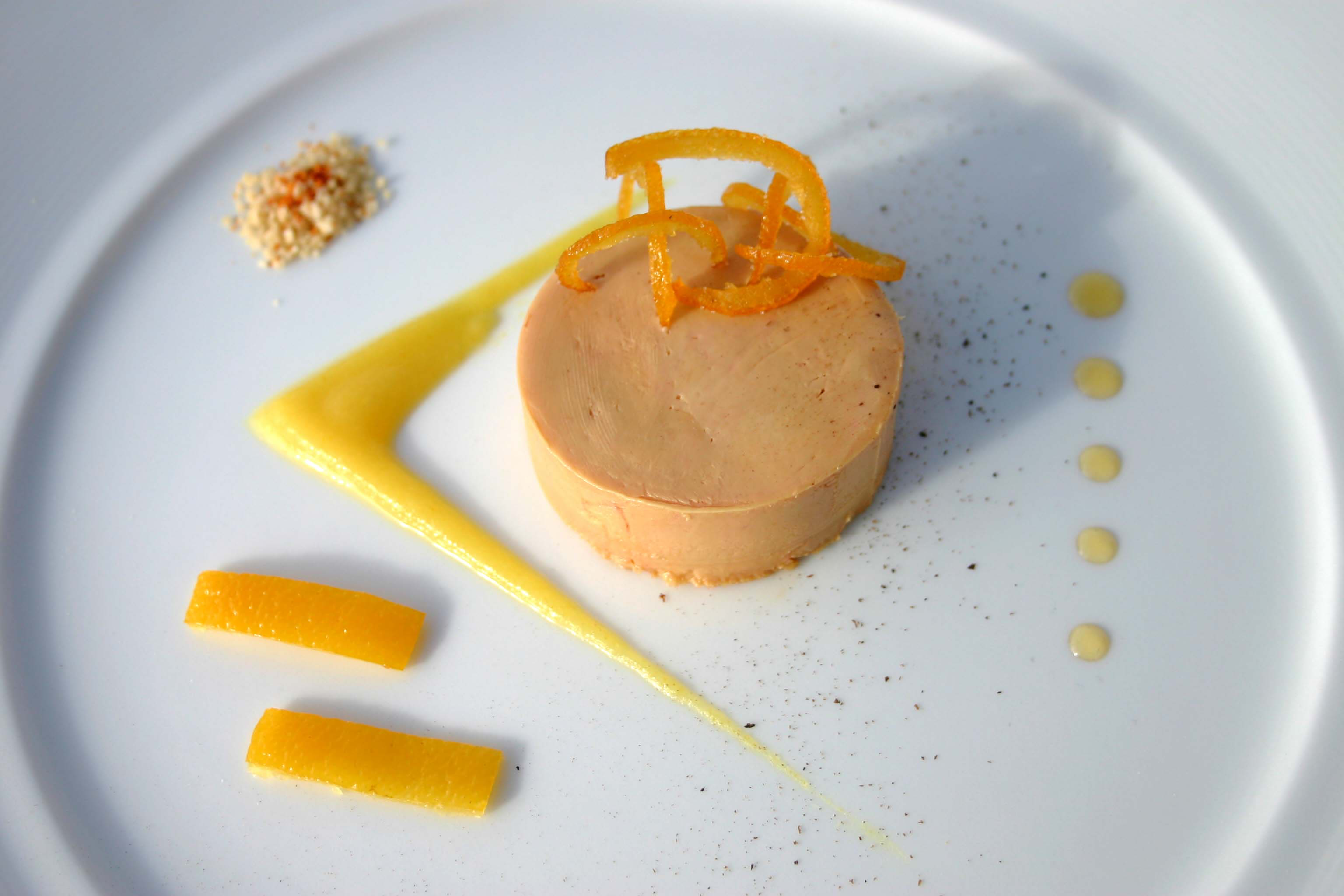
Foie gras au yuzu.